# Vlastimil Tusar
Vlastimil Tusar (23. října 1880 Praha-Nové Město – 22. března 1924 Berlín) byl český sociálně demokratický politik a novinář, druhý československý ministerský předseda (takzvaná rudozelená koalice).

## Život
Tusarův otec Josef Tusar (1847–1895) byl soukromý úředník, matka Antonie roz. Zemanová (1853–1880) zemřela měsíc po narození nejmladšího syna Vlastimila. Otec se roku 1882 podruhé oženil s Alžbětou, též rozenou Zemanovou, se kterou měl ještě dvě děti.
Vystudoval střední obchodní školu a pak byl zaměstnán jako obchodní příručí. Politicky aktivní byl již za Rakouska-Uherska. Do politiky vstoupil okolo roku 1900. Nejprve se angažoval v odborovém svazu obchodních zaměstnanců v Praze, od roku 1903 pracoval jako redaktor sociálně demokratické Rovnosti v Brně. V letech 1908 až 1911 byl šéfredaktorem tohoto periodika, které bylo za jeho vedení přeměněno v deník. Patřil k hlavnímu proudu české sociální demokracie, který okolo roku 1910 nabyl rázu samostatné politické strany, jen volně spolupracující s celorakouskou sociální demokracií. Disponoval i vlastní odborovou organizací. Kvůli autonomnímu vývoji české sociální demokracie došlo k rozkolu s vídeňskou centrálou celostátní strany. Tusar v roce 1910 obhajoval český postup na kongresu druhé internacionály v Kodani.
Ve volbách do Říšské rady roku 1911 se stal poslancem Říšské rady, kam byl zvolen za okrsek Morava 11. Usedl do poslanecké frakce českých sociálních demokratů. Členem vídeňského parlamentu byl až do zániku monarchie. Roku 1913 byl zvolen též na Moravský zemský sněm, kde setrval jen do roku 1914.
Významnou roli v české politice sehrál za 1. světové války. V prosinci 1914 se účastnil schůzky moravských politiků s T. G. Masarykem před jeho odchodem do exilu. V prvních letech války ovšem patřil mezi stoupence prorakouského aktivismu. V srpnu 1916 se stal vedoucím sekretariátu českých (českoslovanských) sociálních demokratů ve Vídni. V listopadu 1916 usedl také na post jednatele Českého svazu, koordinační střechové platformy sdružující všechny české politické strany ve vídeňském parlamentu. Roku 1917 po obnově parlamentního života v monarchii se stal místopředsedou Poslanecké sněmovny Říšské rady. V září 1917 zastupoval českou sociální demokracii na mezinárodním odborovém sjezdu ve Švýcarsku. Zde patrně nabyl přesvědčení, že Centrální mocnosti válku prohrají, proto opustil svou dosavadní aktivistickou, prorakouskou orientaci a začal se klonit k myšlence nezávislosti.
V lednu 1918 přednesl za české poslance návrh tříkrálové deklarace, od července 1918 zasedal v Národním výboru československém, přičemž byl jeho neoficiálním emisarem ve Vídni (zajišťoval z titulu místopředsedy sněmovny kontakty s vídeňskou vládou). Právě Tusar informoval 27. října 1918 z Vídně Aloise Rašína o vhodném okamžiku k vyhlášení samostatného státu.
V letech 1918–1919 působil Tusar ve Vídni jako vyjednavač s představiteli Rakouska a 8. července 1919 se stal po v nepřítomnosti odvolaném Karlu Kramářovi v pořadí druhým ministerským předsedou Československa. Vzhledem k tomu, že komunální volby roku 1919 vyhrála v českých zemích jednoznačně levice a výrazné pozice si vydobyla i agrární strana, byla nová Tusarova vláda koncipována nikoliv coby široká celonárodní koalice jako za vlády Karla Kramáře, ale jako aliance nejsilnějších socialistických stran a agrárníků. Pro jeho první vládu se tak vžilo pojmenování první vláda rudozelené koalice. Po parlamentních volbách v dubnu 1920, které rovněž vyhrála jednoznačně sociální demokracie, sestavil Tusar svou druhou vládu (tzv. 2. vláda rudozelené koalice). V letech 1919–1920 musel Tusar kromě vládních otázek budování nového státu řešit i vnitrostranické spory. Vystupoval proti marxistickému levicovému křídlu sociální demokracie, které již v červnu 1920 odmítlo v parlamentu hlasovat pro programové prohlášení vlády, a začalo vystupoval jako fakticky samostatný politický subjekt (později se toto křídlo ustavilo jako Komunistická strana Československa). Sociální demokracie byla rozštěpena a dominance levice zpochybněna.
Tusarova vláda uzavřela s Masarykovým souhlasem dohodu o volném průjezdu válečného materiálu po východoslovenských železnicích do Polska a 9. srpna 1920 oficiálně vyhlásila neutralitu v polsko-sovětském konfliktu (k neutrálnímu bloku se připojily i Německo a Rakousko). Bylo tím zlikvidováno revizionistické hnutí versailleského systému a zamezeno pronikání bolševické revoluce do oblasti střední a východní Evropy a zajištěn týl polské intervenční fronty. V rámci neutrálního bloku ubránilo v létě 1920 Československo svoji existenci a také svůj interní demokratický systém.
Tusarova vláda 14. září 1920 podala demisi.
V parlamentních volbách v roce 1920 byl Tusar zvolen do Národního shromáždění RČS. 1. března 1921 podal rezignaci na poslanecký mandát. V poslaneckém křesle ho nahradil Josef Bubník. Po podání demise na post předsedy vlády se Tusar odjel léčit do Hamburku. Jeho zdravotní stav byl velmi vážný, trpěl výdutí aorty a kornatěním tepen, navzdory tomu stále velmi silně kouřil. Posléze přijal funkci velvyslance v Berlíně, kterou vykonával v letech 1920–1924. Tam také 22. března 1924 na rozsáhlý infarkt zemřel.